# Michael Kerres
Michael Kerres (* 1960) ist Professor für Mediendidaktik und Wissensmanagement an der Universität Duisburg-Essen.

## Leben
Michael Kerres studierte und promovierte in Psychologie an der Ruhr-Universität Bochum. 1989 wurde er Professor für Mediendidaktik und -psychologie an der Hochschule Furtwangen. Nach der Habilitation in Freiburg folgte er 1998 einem Ruf auf die Professur für Pädagogische Psychologie (Medien) an die Ruhr-Universität Bochum, 2001 einem Ruf an die Universität Duisburg-Essen. Dort baute er das Learning Lab auf, eine Referenzumgebung für Forschung und Entwicklung zum mediengestützten Lehren und Lernen. 2007–2008 war er Prorektor „Information, Kommunikation, Medien“ der Universität. 2009 gründete er die learninglab GmbH.
Michael Kerres gehört zu den Pionieren des E-Learning im deutschsprachigen Raum. Bereits 1995 führte er die ersten internetbasierten, offenen Kurse durch. Er war gemeinsam mit Fritz Steimer und Martin Aichele am Aufbau des Studiengangs Medieninformatik an der Hochschule Furtwangen beteiligt und gründete in Furtwangen Mitte der 1990er Jahre die „tele-akademie“ (seit 2010 „HFU Akademie“). Heute leitet er die Masterprogramme „Educational Media“ und „Educational Leadership“ an der Universität Duisburg-Essen.
Kerres ist Mitglied der Themengruppe „Change Management & Organisationsentwicklung“ beim 2014 vom Centrum für Hochschulentwicklung, Hochschulrektorenkonferenz und Stifterverband initiierten Hochschulforum Digitalisierung, welches vom Bundesministerium für Bildung und Forschung gefördert wird.

## Publikationen (Auswahl)
- Michael Kerres: Mediendidaktik: Konzeption und Entwicklung mediengestützter Lernangebote. 4., überarb. und aktualisierte Aufl. Oldenbourg, München 2013, ISBN 978-3-486-73602-1.
- Michael Kerres: Multimediale und telemediale Lernumgebungen. Konzeption und Entwicklung. München 2001, ISBN 3-486-25055-8.
- Kerres, M. (2015). E-Learning vs. Digitalisierung der Bildung: Neues Label oder neues Paradigma? In A. Hohenstein & K. Wilbers (Hrsg.), Handbuch E-Learning (61. Ergänzungslieferung). Köln: Deutscher Wirtschaftsdienst. Zugriff am 30. August 2018. Verfügbar unter https://learninglab.uni-due.de/publikationen/5171
- Kerres, M. (2018). Mediendidaktik. Konzeption und Entwicklung digitaler Lernangebote (De Gruyter Studium, 5. Auflage). Berlin/Boston: Walter De Gruyter GmbH.
- Kerres, M. (2018). Vom E-Learning zur Digitalisierung von "Studium & Lehre": Perspektiven für die Hochschuldidaktik. In T. Brinker & K. Ilg (Hrsg.), Lehre und Digitalisierung. 5. Forum Hoch-schullehre und E-Learning-Konferenz – 25. Oktober 2016 (Hochschulwesen, Bd. 34, 1. Auflage, S. 6–7). Bielefeld: UVW Universitäts Verlag.